# سیاهرگ قلبی بزرگ
سیاهرگ قلبی بزرگ (ورید کرونر چپ) از راس قلب شروع می‌شود و در امتداد شیار طولی قدامی تا قاعده بطن‌ها بالا می‌رود.
این سیاهرگ سپس در اطراف حاشیه سمت چپ قلب خمیده می‌شود تا به سطح خلفی برسد. سیاهرگ قلبی بزرگ با سیاهرگ مایل دهلیز چپ ادغام می‌شود و سینوس تاجی (کرونری) را تشکیل می‌دهد، این سینوس به دهلیز راست تخلیه می‌شود.
در پیوندگاه سیاهرگ قلبی بزرگ و سینوس تاجی، معمولاً یک دریچه وجود دارد که دریچه ویوسنس سینوس تاجی است.
سیاهرگ قلبی بزرگ از دهلیز چپ و از هر دو بطن شاخه‌هایی دریافت می‌کند: یکی از این شاخه‌ها، سیاهرگ مرزی چپ است که اندازه قابل توجهی دارد و در امتداد حاشیه چپ قلب بالا می‌رود.